# Porosiuki
Porosiuki es un pueblo ubicado en la gmina Biała Podlaska, distrito de Biała Podlaska, voivodato de Lublin, Polonia.

## Superficie
Cuenta con una superficie de 4,660 kilómetros cuadrados.

## Demografía
Hasta 2011 la población era de 370 habitantes, con una densidad de población de 79,40 habitantes por kilómetro cuadrado. Estaba conformada por 183 hombres (49,5%) y 187 mujeres (50,5%), según el censo de la Oficina Central de Estadística.